# Slijmsteelmycena
De slijmsteelmycena (Roridomyces roridus) is een schimmel behorend tot de familie Mycenaceae. Hij leeft saprotroof op gevallen bladeren, naalden en dode takjes in loof- en naaldbossen op zure tot zwak zure bodem. Deze paddenstoel kan bioluminescerend zijn.

## Kenmerken

### Uiterlijke kenmerken
Hoed
De hoed  heeft een diameter van 5-15 mm. De kleur is witachtig of vuilgeel. De vorm is eerst rond en dan klokvormig, uitlopend tot plat of bijna plat. De hoedrand is soms gestreept en soms gegroefd.
Lamellen
De lamellen zijn aangehecht, worden decurrent als ze oud zijn en staan tamelijk ver uit elkaar. In totaal reiken 14 tot 18 lamellen tot de steel.
Steel
De steel is 2-3 (5) cm lang en ongeveer 0,1 cm breed, gelijk, elastisch; blauwzwart bij de top en vervolgens vervagend naar wit. Het is bedekt met een dikke, gladde slijmlaag.

### Microscopische kenmerken
De sporen zijn elliptisch, glad, amyloïde en meten 8-12 × 4-6 µm. De cheilocystidia zijn overvloedig aanwezig en zijn glad, fusoïde, ventricose tot bijna cilindrisch, vaak onregelmatig van vorm en meten 26-34 × 6-10 µm. De cuticula bestaat uit blaasvormige elementen met fijne, kleurloze korrels die oplossen in KOH en meten 15-22 × 13-17 µm.

## Verspreiding
In Nederland komt hij algemeen voor. Hij staat niet op de rode lijst en is niet bedreigd.